# Bob Flanagan
Bob Flanagan (* 27. Dezember 1952 in New York City; † 4. Januar 1996 in Long Beach, Kalifornien) war ein US-amerikanischer Performancekünstler, Schriftsteller und Lyriker.

## Leben und Werk
Flanagans Leben und künstlerisches Schaffen wurde durch die Erbkrankheit Mukoviszidose geprägt, die ihm als Kleinkind diagnostiziert wurde. Auch zwei seiner Schwestern starben an der Krankheit. Flanagan fand in masochistischen BDSM-Praktiken einen Weg, den durch die Krankheit verursachten Schmerzen zu begegnen. Die Auseinandersetzung damit wurde wesentlicher Teil seiner Kunst.
Flanagan begann sein schriftstellerisches Schaffen Mitte der 1970er Jahre, schrieb Gedichte und wurde Teil des Lyriker-Kollektivs des Beyond Baroque Literary Arts Center. 1978 veröffentlichte er mit The Kid is the Man sein erstes Buch, 1983 folgte der Lyrikband The Wedding of Everything.
1980 lernte er die Fotografin und Künstlerin Sheree Rose kennen, mit der er bis zu seinem Lebensende liiert war und eng zusammenarbeitete. 1989 trat das Paar mit Nailed erstmals als Performancekünstler in Erscheinung. Diese Body-Art-Performance beinhaltete verschiedene BDSM-Praktiken und endete mit Flanagan, der seinen Penis und Hodensack an ein Brett nagelte und dazu das Lied If I Had a Hammer sang. In der Ausstellung und Performance Visiting Hours von 1992 kombinierte er Text, Video und Live-Performance um die Verbindung von Krankheit und BDSM zu untersuchen. Flanagan, dessen körperlicher Zustand sich Anfang der 90er Jahre deutlich verschlechtert hatte, lag für die Dauer der Ausstellungen in der Kunstgalerie in einem Krankenhausbett und interagierte mit den Museumsbesuchern. Flanagan und Rose arbeiteten mehrfach mit dem Künstler Mike Kelley zusammen, für den Flanagan für einige Arbeiten auch als Model diente.
Flanagan ist in mehreren Musikvideos zu sehen, so im indizierten Happiness in Slavery der Band Nine Inch Nails. Er stellt darin jemanden dar, der sich selbst in eine Maschine schnallt, die ihn vergewaltigt und anschließend tötet. Kleinere Auftritte hat er in den Videos zu den Songs It's Coming Down der Band Danzig und Crush My Soul der Band Godflesh. In letzterem wird Flagan als Christusfigur kopfüber hängend von Sheree Rose unter die Decke einer Kathedrale gehievt. In Michael Tolkins film New Age von 1994 ist Flanagan in einer Nebenrolle zu sehen.
Flanagan verstarb 1996 mit 43 Jahren an seiner Krankheit. Ein Jahr nach seinem Tod feierte der Dokumentarfilm SICK: The Life and Death of Bob Flanagan, Supermasochist Premiere. Regisseur Kirby Dicks hatte Flanagan für diesen Film in seinen letzten Lebensjahren mit der Kamera begleitet.

## Bibliographie (Auszug)
- The Wedding of Everything (1983)
- The Kid is the Man (1978)
- Slave Sonnets (1986)
- Fuck Journal (1987)
- A Taste of Honey (1990)
- Bob Flanagan: Supermasochist (1993) (Interviews)
- Pain Journal (unveröffentlicht)